# Alouette 1
Pour les articles homonymes, voir Alouette.
Ne doit pas être confondu avec Alouette I.
L'Alouette 1 fut le premier satellite artificiel fabriqué par le Canada.
Il fut lancé le 29 septembre 1962, de la base de Vandenberg, en Californie par la fusée américaine Thor-Agena. Ce lancement a été effectué moins de cinq ans après le lancement par l'Union soviétique du premier Spoutnik le 4 octobre 1957. Ce qui fit du Canada le quatrième pays à posséder un satellite artificiel en orbite, après l'URSS, les États-Unis et le Royaume-Uni.
L'Alouette 1 avait pour mission l'étude de l'ionosphère, où de nombreux autres satellites seront placés en orbite par la suite.
Sa mission dura 10 ans, après quoi le satellite fut volontairement mis hors connexion, bien qu'il soit encore en orbite aujourd'hui. Alouette 1 a produit plus de 2 millions d'ionogrammes (en) indiquant le temps écoulé entre l'émission d'une impulsion et le retour de son écho en fonction de la fréquence émise. Ces résultats permettaient une meilleure compréhension de la structure de l'ionosphère. Les résultats encouragèrent les États-Unis et le Canada à poursuivre l'expérience en commun dans le programme ISIS.
Le nom « Alouette » avait été choisi d'après le nom de l'oiseau, qui est aussi le titre d'une comptine bien connue au Canada. Le Musée des ondes Émile Berliner situé dans la veille usine RCA Victor à Montréal possède certains artefacts du satellite,.